# Matte Babel
Matte Babel (* 13. října 1980, Toronto, Kanada) je televizní herec a novinář. Objevil se například v pořadu Canada sings.

## Osobní život
Na konci června 2019 oznámil, že jeho partnerka, modelka a kanadská herečka známá hlavně jako Emily Fields ze seriálu americké televizní stanice Freeform Prolhané krásky, Shay Mitchell čeká jejich prvního potomka. Matte oznámil, že má herečka za sebou už 6 měsíců těhotenství.